# Kälvesta
Kälvesta – dzielnica (stadsdel) Sztokholmu, położona w jego zachodniej części (Västerort) i wchodząca w skład stadsdelsområde Hässelby-Vällingby. Graniczy z dzielnicami Lunda, Solhem, Vinsta, Hässelby villastad oraz z gminą Järfälla.
W Kälvesta dominuje zabudowa jednorodzinna, z domami w zabudowie szeregowej lub wolnostojącymi.
Według danych opublikowanych przez gminę Sztokholm, 31 grudnia 2020 r. Kälvesta liczyła 4536 mieszkańców. Powierzchnia dzielnicy wynosi 1,17 km².